# Durand (bisschop van Luik)
Durand (ook Durandus) was van 1021 tot 21 april 1025 de eenentwintigste bisschop van Luik. 
Hij was afkomstig uit Morialmé en stamde uit een aan de domproost Godschalk onderhorige familie. Vanwege zijn talenten werd hij opgeleid aan de kathedraalschool van Luik. Daarna werd hij in Bamberg onderwezen in de zeven vrije kunsten. Later werd hij de kanselier van keizer Hendrik II. Reeds in 1004 een hij van de kandidaten voor het ambt van bisschop in het opnieuw gevormde bisdom Merseburg
Na de dood van bisschop Wolbodo van Luik benoemde Keizer Hendrik II hem in 1021 tot rijksbisschop van Luik. Domproost Godschalk, die door het Luikse kapittel was verkozen, legde zich neer bij de keuze van de keizer neer, trok zich terug en legde de gehoorzaamheidsgelofte aan de nieuwe bisschop Durand af. Deze kerkelijke gehoorzaamheidsgelofte van Godschalk wilde Durand in eerste instantie niet aanvaarden; hij zou nooit de gehoorzaamheid vergeten, die hij zijn wereldlijke heer verschuldigd was.
In 1022 wijdde Durand de kerk in Gembloux in. Met aartsbisschop Pilgrim van Keulen ontstond er een geschil over de jurisdictie over de in het jaar 1000 gestichte abdij van Burtscheid. Een keizerlijke rijksbijeenkomst in Aken oordeelde in juli 1023 in het voordeel van het bisdom Luik. De getuigenis van bisschop Gerard I van Kamerijk gaf de doorslag.
Net als de andere vorsten uit Neder-Lotharingen stond Durand in de koninklijke verkiezing in 1024 eerst aan de zijde van Koenraad de Jongere. Tijdens een verblijf van Koenraad de Oudere in Luik, betuigde hij deze echter de eed van trouw. Als dank ervoor herkreeg hij de aan het bisdom Luik onttrokken heerlijkheid Heerewaarden.
Hij probeerde de abdij van Sint Laurentius, door zijn voorganger gesticht, nog op zijn sterfbed van de benodigde kloostergoederen te voorzien. 

## Voetnoten
1. ↑  Ulrich Knefelkamp, Das Mittelalter: Geschichte im Überblick Paderborn, 2003, blz. 124
2. ↑  Michael Borgolte: Die mittelalterliche Kirche. München, 2004, blz. 43
3. ↑   RI II, 4 n 2040B, in: Regesta Imperii Online (bezocht op 30 november 2013)

- Gemeinsame Normdatei: 135729211
- Virtual International Authority File: 1236447
- WorldCat: E39PBJvXdqGP9P3VctfXHrxbh3